# Josefinum (Augsburg)

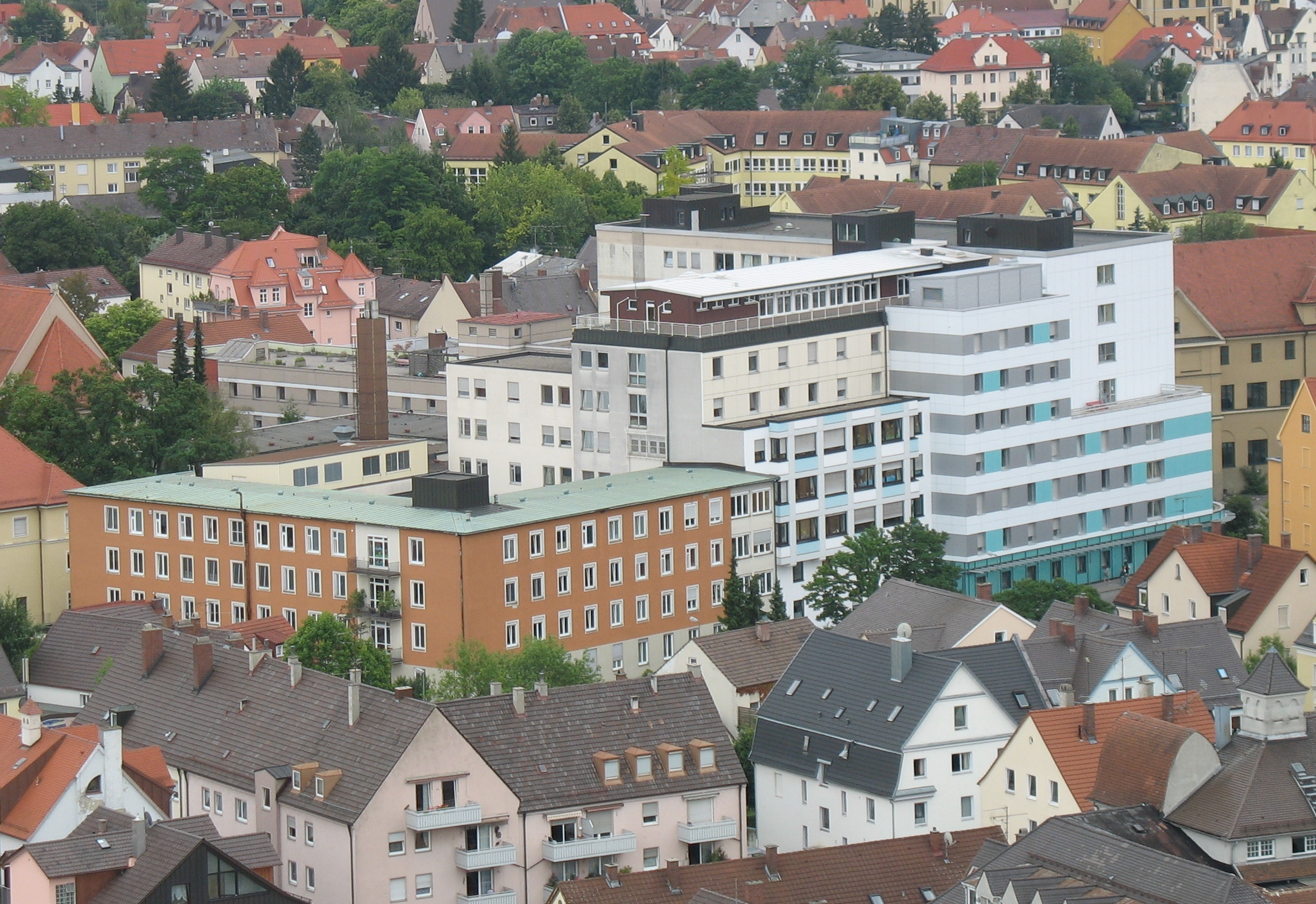
Josefinum in Augsburg-Oberhausen, 2009

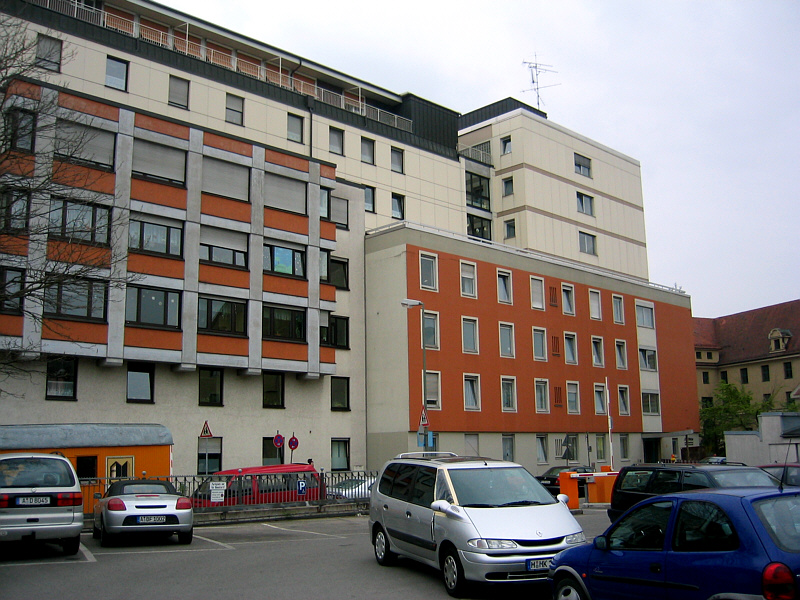
Josefinum in Augsburg-Oberhausen, 2003

Das Josefinum ist ein Fachkrankenhaus im Augsburger Stadtteil Oberhausen und als Klinikum für Gynäkologie, Geburtshilfe, Pädiatrie und Kinderpsychiatrie weit über die Grenzen Augsburgs hinaus bekannt.

## Lage
Das Krankenhaus befindet sich in der Joseph-Mayer-Straße nördlich der Kapellen-Mittelschule. Im Osten grenzt die katholische Pfarrkirche St. Peter und Paul an.
Das Josefinum ist durch die Haltestelle „Josefinum“ der Stadtbuslinien 21, 27 und 35 des Augsburger Verkehrsverbundes zu erreichen. Die nächste Haltestelle der Straßenbahn befindet sich vor dem nahegelegenen Bärenwirt, wo auch Anschluss an den nahe gelegenen Bahnhof Augsburg-Oberhausen vorhanden ist und von dort verschiedene Regionalzüge von und in Richtung Hauptbahnhof fahren.

## Geschichte
Während des Ersten Weltkrieges gründete Joseph Mayer, ein Oberlehrer an der Kapellenschule in Oberhausen, im Jahr 1916 unter dem Eindruck vieler verarmter Kriegswaisen zusammen mit dem Stadtpfarrer Johann Blödt einen Kinderkrippenverein. In der Folge nahm zwei Jahre später eine Krippentagesstätte an der Kapellenstraße ihre Arbeit auf, die unter das Patronat des Heiligen Josef gestellt wurde. Wenig später wurde an die Tagesstätte eine Säuglingsstation angegliedert. Die Betreuung der Kinder erfolgte durch Ordensschwestern aus dem Kloster der Franziskanerinnen von Maria Stern. Die Trägerschaft der Krippe übernahm 1923 die Katholische Jugendfürsorge der Diözese Augsburg, die das Krankenhaus bis heute betreibt. Den Namen „Josefinum“ erhielt die Einrichtung erst 1952 anlässlich des 80. Geburtstages ihres Gründers Joseph Mayer.
Die geburtshilfliche Abteilung des Krankenhauses wurde 1957 eröffnet, die Frauenklinik 1969. Im selben Jahr wurden auch die internistischen pädiatrischen Stationen eingerichtet, die Neonatologie und Kinderchirurgie waren schon in den vorhergehenden Jahren Schwerpunkte des Josefinums geworden. 1978 beauftragte der Bezirk Schwaben das Krankenhaus mit der kinder- und jugendpsychiatrischen Versorgung, die am Ende des Jahrhunderts durch die Gründung von Außenstellen in Kempten (Allgäu) und Nördlingen noch zusätzlich intensiviert wurde. Die Abteilung für pädiatrische Psychosomatik im Josefinum folgte im Jahr 2000. Im Jahre 2018 wurde das operative Spektrum noch um die Mund-Kiefer-Gesichtschirurgie ergänzt.
Seit 2011 wird das Josefinum baulich saniert und umgebaut; dieser Prozess ist auch 2024 noch nicht abgeschlossen.

## Merkmale
Das Krankenhaus verfügt über insgesamt 393 Planbetten und darüber hinaus über große Kapazitäten in der ambulanten Behandlung. Mehr als 1000 ärztliche und nichtärztliche Mitarbeiter sind im Josefinum beschäftigt, das mehrere Fachbereiche abdeckt: Frauenheilkunde und Geburtshilfe, Kinder- und Jugendmedizin, Kinderchirurgie und auf Kinder spezialisierte Abteilungen für Hals-Nasen-Ohren-Heilkunde sowie Mund-Kiefer-Gesichtschirurgie.

### Frauenklinik
Der Frauenklinik verdankt das Josefinum seine überregionale Bekanntheit als Geburtenkrankenhaus: Mit weit über 3.000 Geburten im Jahr ist das Josefinum vor dem Universitätsklinikum Augsburg die größte Entbindungsklinik in Augsburg und eine der  größten in Deutschland – nimmt man die Geburtenzahlen 2021 zum Beispiel, so war der Kreißsaal im Josefinum mit über 3600 Geburten der viert größte einzelne Geburtenstandort in Deutschland. Zur Frauenklinik gehören ein Perinatalzentrum (Level I) und eine Spezialambulanz für Pränataldiagnostik. Darüber hinaus besitzt das Josefinum einen Schwerpunkt in der minimal invasiven Behandlung gynäkologischer Erkrankungen wie Endometriose oder Myome
Eine Besonderheit des Josefinums stellt die Möglichkeit dar, eine vertrauliche oder auch eine anonyme Geburt durchzuführen – dabei behält die werdende Mutter ihre Identität für sich. Die Rechtsgrundlage für diese Möglichkeit besteht im Gesetz zum Ausbau der Hilfen für Schwangere und zur Regelung der vertraulichen Geburt, das am 1. Mai 2014 in Kraft trat.
Das Josefinum ist außerdem ein zertifiziertes Brustzentrum, erfüllt also besondere Anforderungen in der Behandlung von Brustkrebs.

### Klinik für Kinder und Jugendliche
In der Kinderklinik werden Kinder aller Altersstufen vom Frühgeborenen bis zum jungen Erwachsenen behandelt. Allgemeinpädiatrische Versorgungen, Kinder-Gastroenterologie, Schlafmedizin, Kinder-Pneumologie, Allergologie, Kinder-Rheumatologie, Neuropädiatrie und weitere Spezialgebiete werden angeboten.

### Klinik für Kinder- und Jugendpsychiatrie
Die Klinik für Kinder- und Jugendpsychiatrie und Psychotherapie bietet an den drei Standorten Augsburg, Nördlingen und Kempten (Allgäu) eine wohnortnahe Versorgung.

### Fachabteilung für Kinderchirurgie
Kinderchirurgische Eingriffe werden von niedergelassenen Ärzten durchgeführt, deren Facharztpraxis direkt ans Josefinum angebunden ist. Je ein auf Kinder spezialisierter HNO-Arzt und ein Mund-Kiefer-Gesichtschirurg operieren ebenfalls im Josefinum.

## Studentische Lehre
Das Josefinum ist als akademisches Lehrkrankenhaus der Ludwig-Maximilians-Universität München eingetragen. Die Klinik dient damit der Ausbildung von Medizinstudierenden im letzten Abschnitt ihres Studiums, dem so genannten „Praktischen Jahr“. Unabhängig davon steht das Josefinum Medizinstudierenden auch für die Ableistung der vorgeschriebenen Krankenpflegepraktika und Famulaturen offen.